# Detector de bigotes de gato

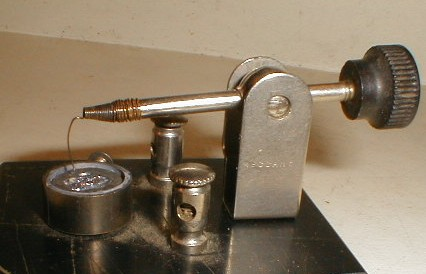
Detector de bigotes de gato.

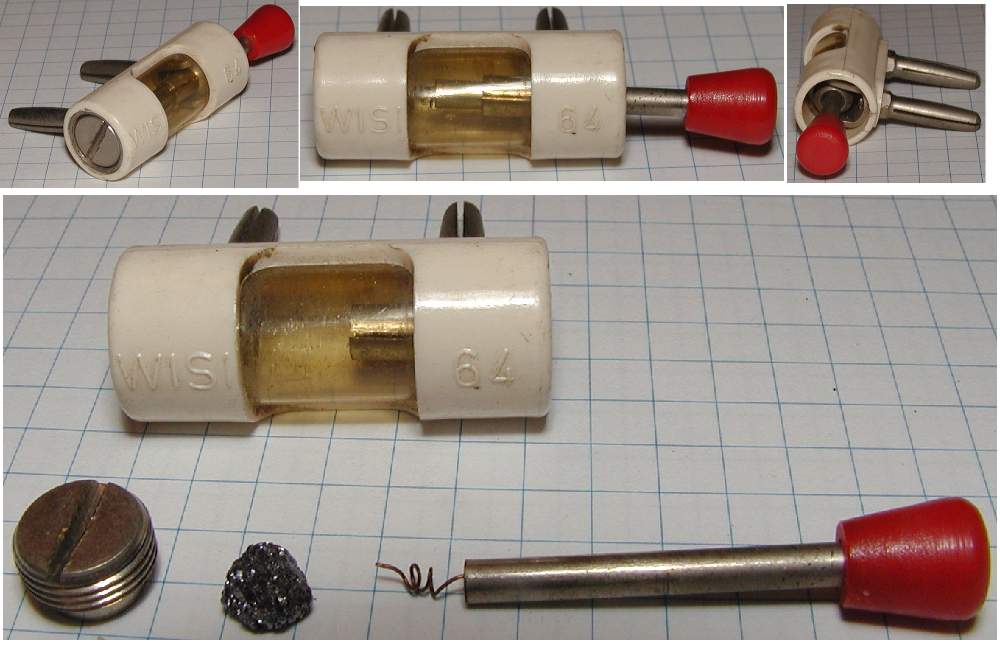
Un cristal detector de los años 1960.

Un detector de bigotes de gato es un dispositivo que consta de un alambre que hace contacto con un cristal detector semiconductor. Dicho artefacto reemplazaba de manera muy elemental a los diodos detectores de cristal en las radios primitivas.

## Descripción

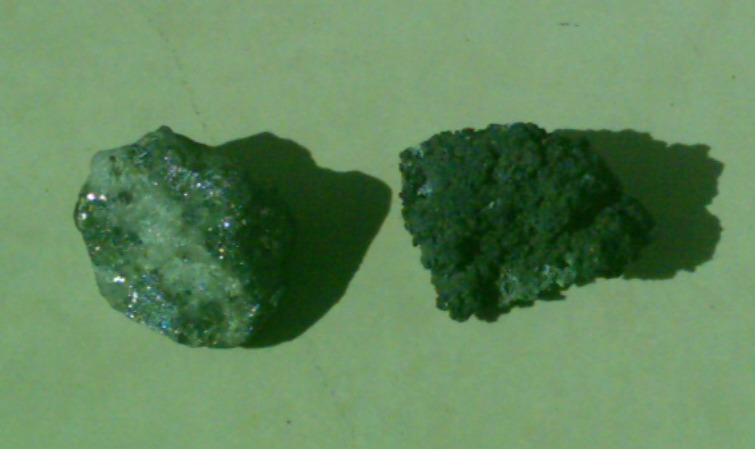
Cristales de galena natural (izquierda) y artificial (derecha) empleados en radios primitivas.

Un delgado alambre (que podría estar sujeto a un brazo metálico) está conectado al resto del circuito mientras que uno de sus extremos hace contacto en un mineral semiconductor el cual también está conectado de alguna forma a otra parte del circuito. G.W. Pickard desarrolló el primer detector de "bigote de gato" (el cual patentó en 1906) con un cristal de silicio basándose en un descubrimiento de semiconducción hecho en 1874 por Ferdinand Braun, un físico alemán de la Universidad de Wurzburgo.

### El cristal
Se emplea un cristal mineral natural de propiedades semiconductoras, comúnmente galena; sin embargo puede prepararse artificialmente agregando azufre en plomo derretido, obteniéndose un mineral aunque no del todo cristalino. También pueden emplearse otros minerales como la pirita, silicio vítreo y carborundum. El cristal debe montarse en un soporte metálico (y no soldarse para evitar dañarlo) previamente conectado a una parte del circuito y con una cara expuesta a fin de hacer contacto con el "bigote" metálico. Si es necesario fijarlo en metal fundido pueden emplearse aleaciones tales como el Metal de Wood de bajo punto de fusión a fin de no destruir el cristal y/o alterar su propiedades.

### "El bigote"
Un alambre a manera de resorte, preferentemente de bronce o metal similar se sujeta en uno de sus extremos por un tornillo o un brazo conectados a otra parte del circuito. El otro extremo hará contacto con el cristal. Para encontrar el punto efectivo de contacto a fin de captar la señal de radio deberá tantearse en varios puntos de la superficie del mineral lo cual requiere en ocasiones de bastante paciencia.

## Evolución
Estos detectores eran a menudo inestables y posteriormente fueron sustituidos por la válvula termoiónica y éstas luego fueron reemplazadas por los diodos de cristal en los circuitos de radio.
Pese a sus desventajas aún pueden encontrarse en internet algunos de estos aparatos a la venta para aficionados a la electrónica.